# 파키 베사
프란시스코 니콜라스 베사 프라고소(스페인어: Francisco Nicolás Veza Fragoso, 1970년 12월 6일, 발렌시아 주 알리칸테 ~)는 줄여서 파키(스페인어: Paqui)로도 알려진 스페인의 전직 축구 선수로, 현역 시절 좌측 수비수로 활약했다.
그는 현역으로 16년 활동하면서 6개 구단을 거쳤는데, 주로 테네리페와 라스 팔마스에서 활약했다.

## 클럽 경력
파키는 발렌시아 주 알리칸테 출신이다. 바르셀로나를 성공적으로 졸업하지 못했던(그는 카탈루냐 연고 구단의 2군까지밖에 올라가지 못했다) 그는 테네리페, 사라고사, 에르쿨레스, 그리고 라스 팔마스에서 활약했다. 특히 라스 팔마스 소속으로는 2000년 라 리가 복귀에 큰 공을 세웠고, 말년에는 오사수나로 1년 임대되기도 했었다.
파키는 2004년 6월에 라스 팔마스가 3부 리그로 강등되면서 현역에서 은퇴했고, 스페인 1부 리그에서만 총 221번의 경기에 출전해 2골을 기록했다.

## 국가대표팀 경력
파키는 바르셀로나에서 열린 1992년 하계 올림픽에서 금메달을 획득한 스페인 선수단의 일원이었다.